# 하야시 마리코
하야시 마리코(일본어: 林 真理子, 1954년 4월 1일~)는 일본의 소설가, 수필가이다. 일본펜클럽 회원이며, 일본 문예가 협회와 니혼 대학 이사장을 맡고 있다.
새로운 역사 교과서를 만드는 모임 결성 기자 회견에서 발표한 “이번에 검정을 통과한 7개 중학교 교과서는 증거가 불충분한 채 종군 위안부의 강제연행설을 함께 채용했다”는 성명의 호소인 9명 중 한 명이다.